# Alex Castejón Ramirez
Alex Castejón Ramirez (6 novembre 1998) è un nuotatore spagnolo.

## Carriera
Ha rappresentato la Spagna ai Giochi del Mediterraneo di Tarragona 2018, dove ha vinto la medaglia di bronzo nei 200 metri rana, concludendo la gara alle spalle dell'italiano Luca Pizzini e del connazionale Joan Ballester.
Ha preso parte alla Universiade di Napoli 2019, classificandosi 15º nei 200 m rana.
Ai Giochi del Mediterraneo di Orano 2022 è nuovamente salito sul terzo gradino del podio nei 200 metri rana, superato dal turco Berkay Öğretir e dal francese Antoine Marc.

## Palmarès
- Giochi del Mediterraneo

Tarragona 2018: bronzo nei 200 m rana
Orano 2022: bronzo nei 200 m rana